# Церква Святого Михайла (Гамбург)
Церква Святого Михайла (нім. Hauptkirche Sankt Michaelis) є однією з п'яти головних лютеранських церков (Hauptkirchen) Гамбурга та однією з найвідоміших церков міста. Святого Михайла вважають визначною пам'яткою міста, вона є однією з найкращих ганзейських протестантських барокових церков. Церкву спеціально збудували для протестантів, на відміну від багатьох інших гамбурзьких церков, які спочатку були побудовані римськими католиками і були перетворені на протестантські під час Реформації. Вона присвячена архангелу Михаїлу. Велика бронзова статуя над порталом церкви зображає архангела, який перемагає диявола.
132-метровий бароковий шпиль, повністю вкритий міддю, є помітною особливістю силуету Гамбурга та слугує орієнтиром для кораблів, що пливуть по річці Ельба.

## Історія

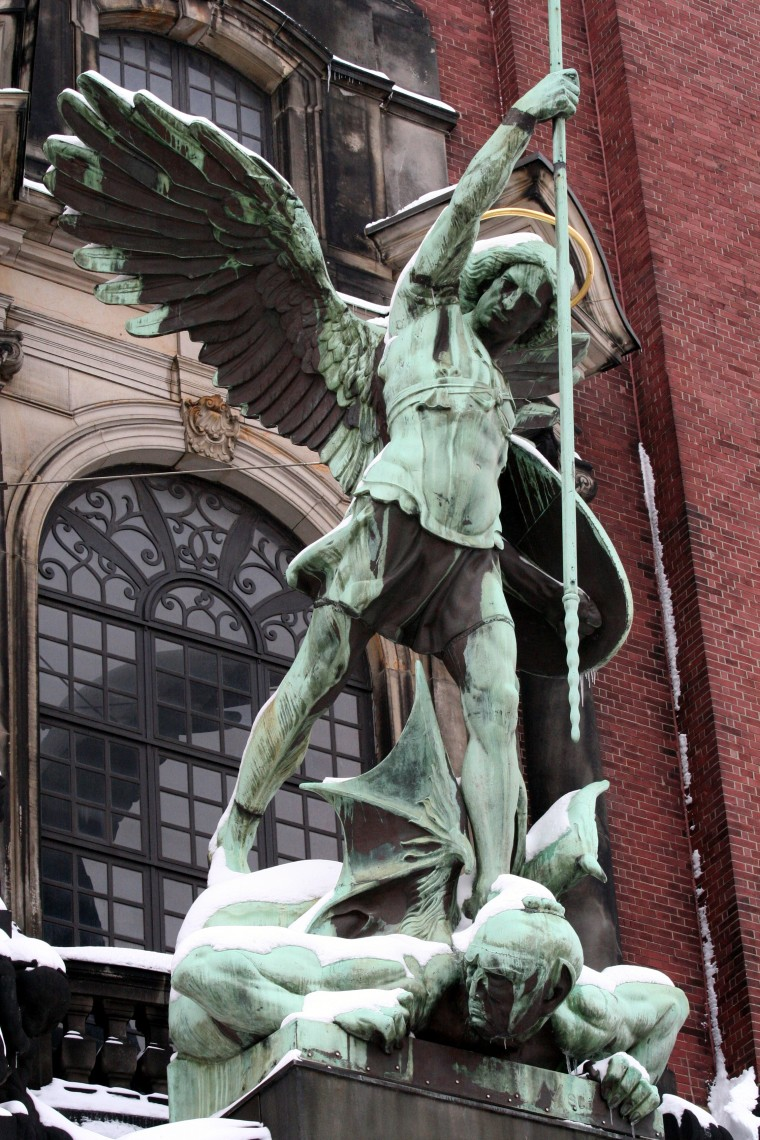
Святий Михайло перемагає диявола, скульптура над головним входом

Нинішня будівля церкви — третя на цьому місці. Перша була побудована в 1647—1669 роках. Вона стала церквою нової частини міста Нойштадт, що була створена в 1625 році всередині нових міських стін і швидко розширювалася. Церква була зруйнована 10 березня 1750 року через удар блискавки. Її оригінальний вигляд відтворили в дев'яти містах по всьому світу.
У 1786 році було завершено нове будівництво за проєктом Йоганна Леонгарда Прея та Ернста Георга Сонніна. Це та сама церква, яка існує і сьогодні.
У 1802 році астроном Йоганн Бенценберг намагався підтвердити Обертання Землі шляхом падіння металевих куль з церковної вежі та вимірювання їх схилення на схід від вертикалі.
Композитор і піаніст Йоганнес Брамс був хрещений 26 травня 1833 року в цій церкві та підтвердив своє вірування у віці п'ятнадцяти років.
Церкву двічі реконструювали у XX столітті: після пожежі в 1906 році під час будівельних робіт та після бомбардувань 1944 і 1945 років. Після пожежі 1906 року фотографії Вільгельма Веймара були використані для відновлення церкви. З 1983 року тривають ремонтні роботи: спочатку шпиля, а потім даху.

## Архітектура

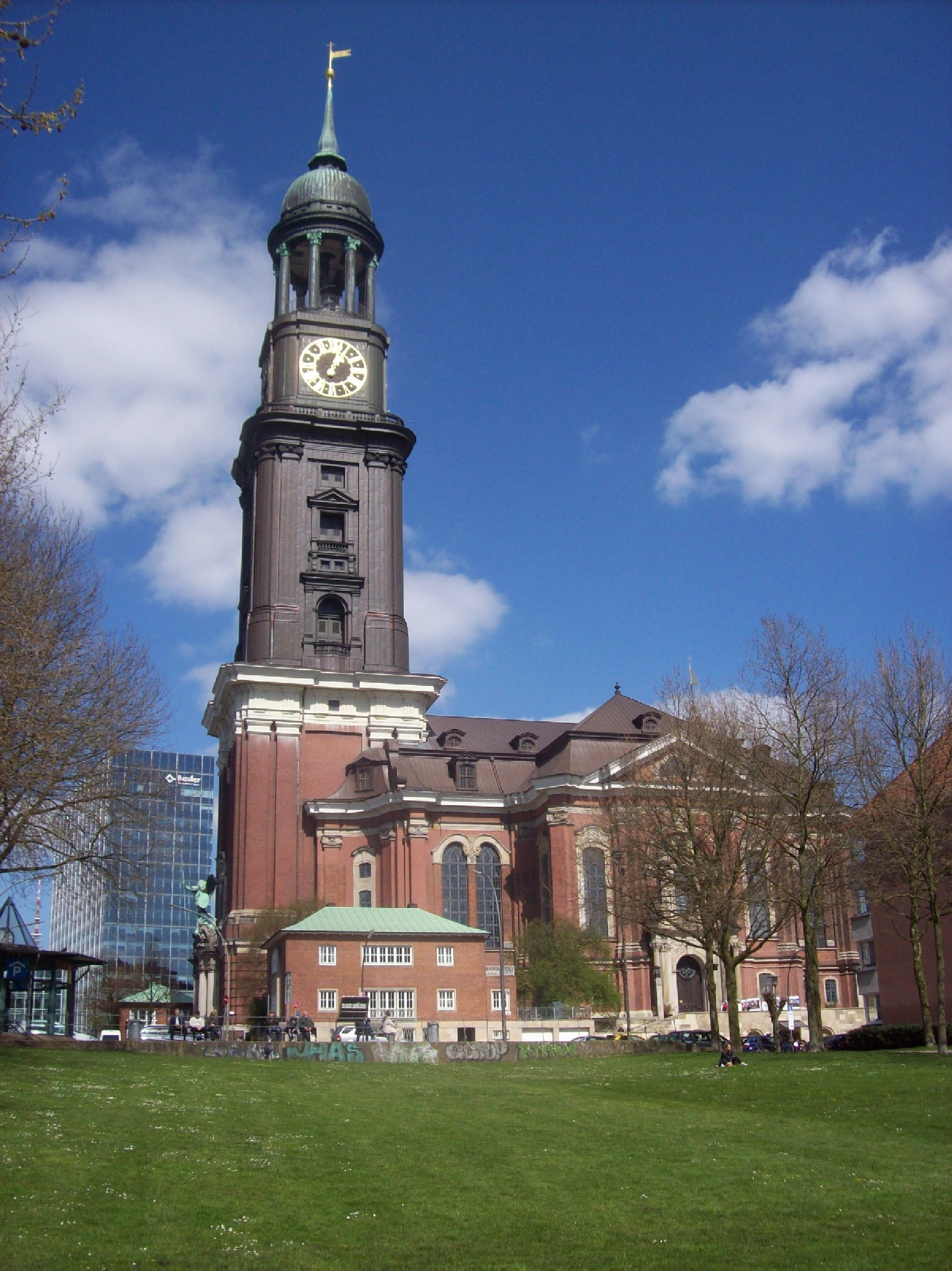
Південний фасад

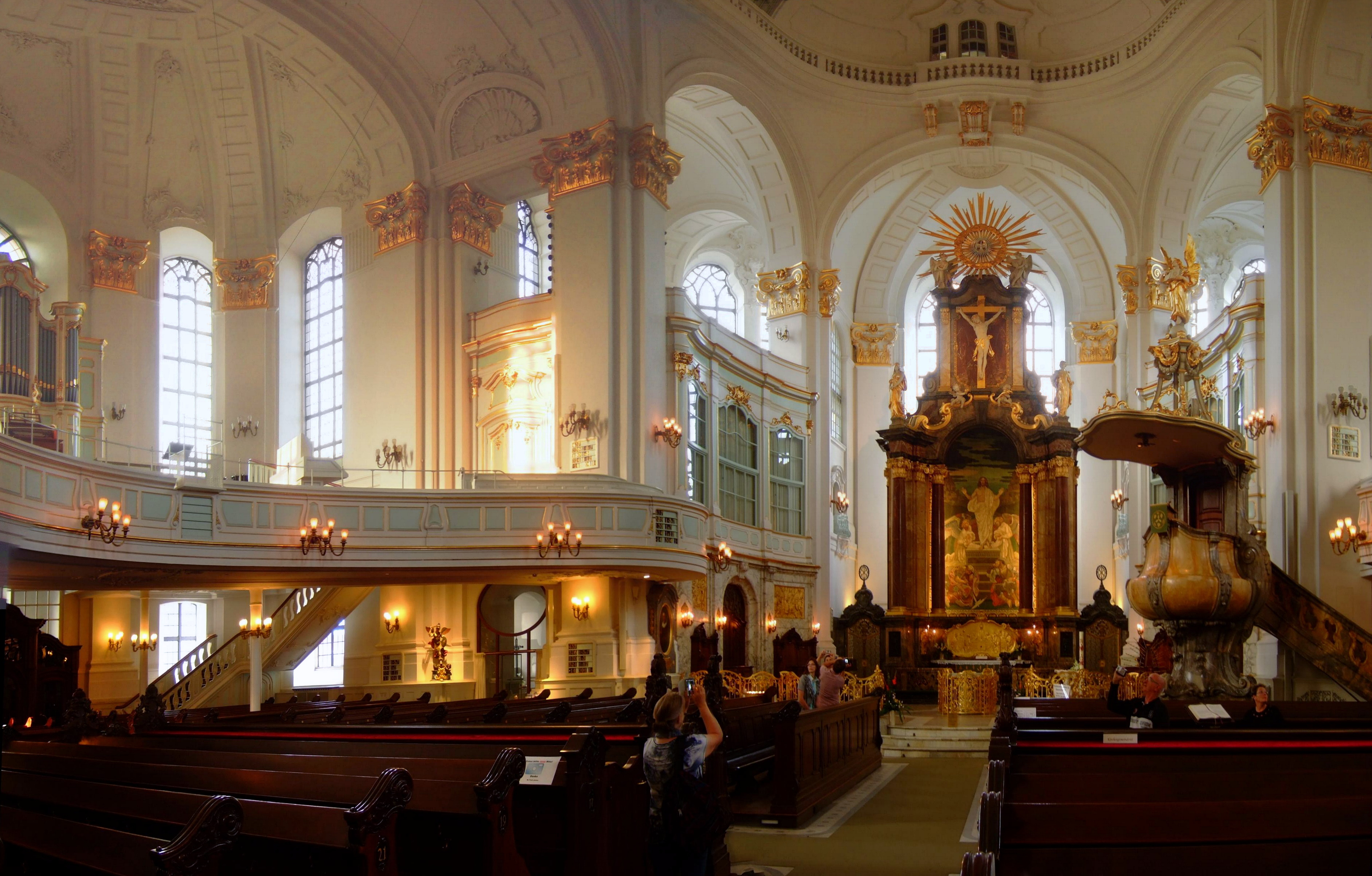
Інтер'єр

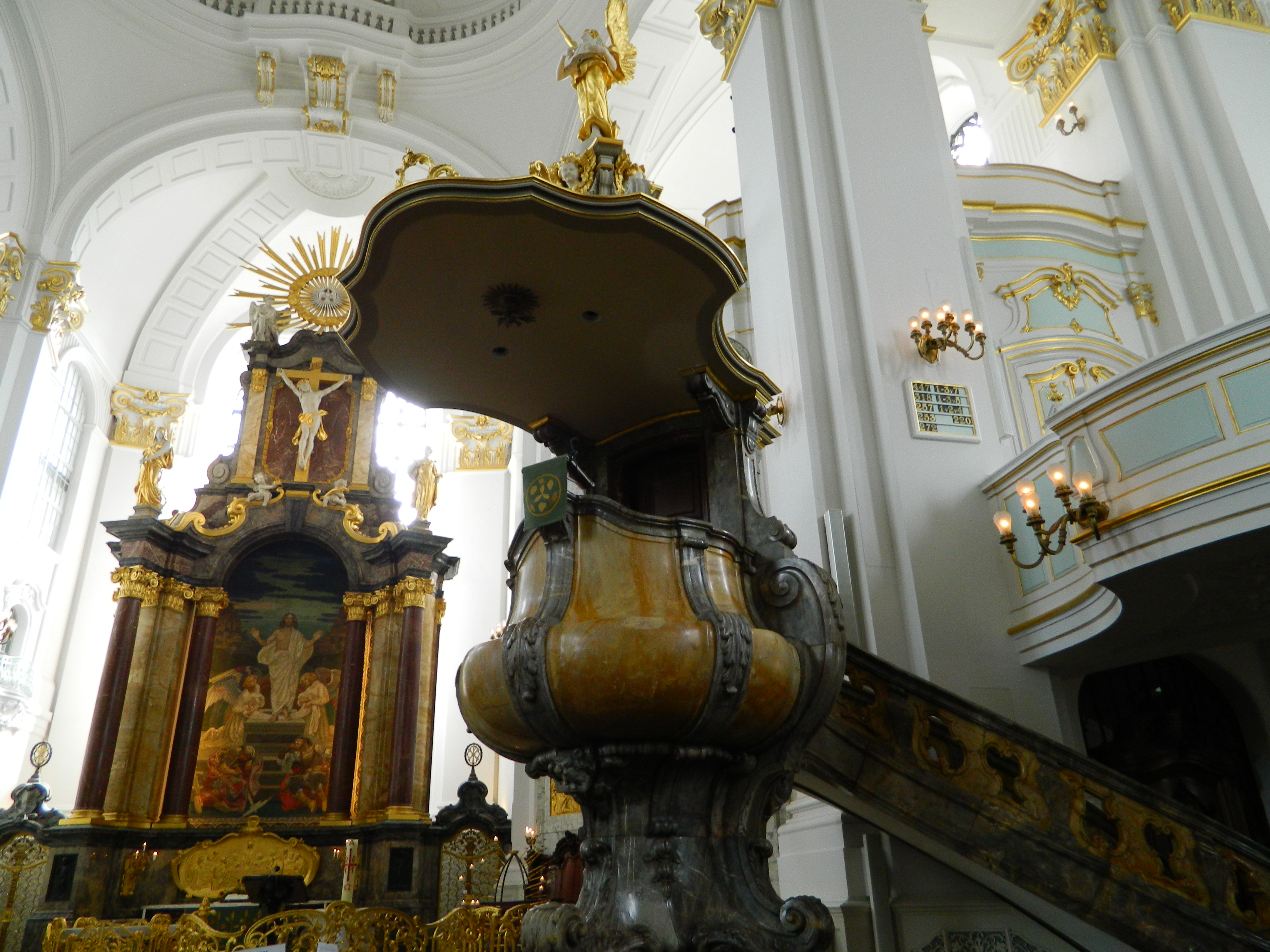
Барокова кафедра та вівтар церкви Святого Михайла

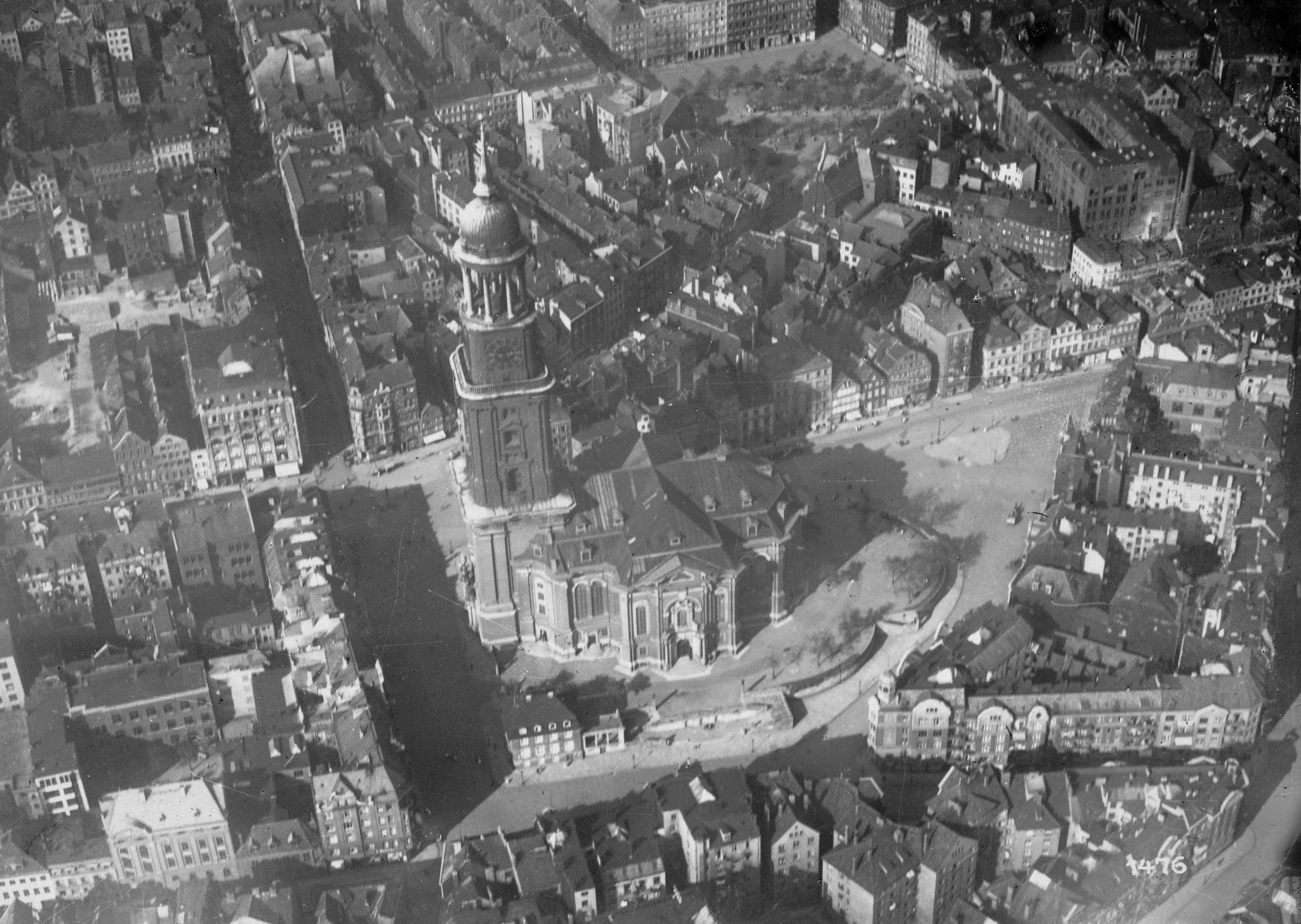
Аерофото близько 1920 року

Церква має 2500 місць, що робить її найбільшою церквою в Гамбурзі. Вона має план у формі латинського хреста, шириною 44 м, довжиною 52 м і висотою 27 м.
132 м годинникова вежа є значною особливістю силуету міста та слугувала навігаційним орієнтиром для кораблів на річці Ельба. Вежа має оглядовий майданчик на висоті 106 м, який дозволяє отримати панорамний вид на місто та порт. Годинник має чотири циферблати діаметром 8 м, що робить його найбільшим в Німеччині. Хвилинні стрілки мають довжину 4,91 м, а годинникові — 3,65 м.
Церква має п'ять органів, включаючи орган Marcussen та великий орган Steinmeyer з 85 регістрами, 5 мануалами і 6674 трубами. 9 жовтня 2008 року в церкві Святого Михайла було встановлено новий орган у крипті, названий на честь Фелікса Мендельсона.
Кафедра знаходиться в центрі будівлі, вона була виготовлена з мармуру скульптором Отто Лессінгом з Дрездена в 1910 році. Вона нагадує чашу і має розкішні сходи. Великий дах кафедри вінчає Ангел Благовіщення.
Білий мармуровий хрестильний фонтан був виготовлений у Ліворно в 1763 році і подарований гамбурзькими торговцями, які проживали там у той час. Фонтан нагадує морську мушлю і підтримується трьома ангелами хрещення.
Вівтар висотою 20 метрів був побудований з коштовного мармуру в 1910 році. Він складається з трьох частин, що зображують ключові сцени з життя Ісуса Христа. Центральне зображення показує Воскресіння Ісуса, а під ним рельєф зображує Таємну вечерю. Над центральним зображенням знаходиться великий хрест.
На самому верху вівтаря розташована голубка, що символізує Святого Духа, оточена сяючим колом. Праворуч і ліворуч від сяючого кола стоять на колінах два ангели з похиленими головами.

## Крипта
У крипті церкви поховано 2425 осіб, зокрема композиторів Йоганна Маттезона та Карла Філіпа Еммануеля Баха. Гробові камери були глибоко викопані, щоб вмістити чотири труни, складені вертикально. Під час французької окупації Гамбурга в 1813 році поховання в місті, а також у крипті, було заборонено.
У 2004 році кілька могил було відкрито та задокументовано вченими. Під час цього процесу були знайдені як добре збережені труни, так і менш збережені останки, включаючи скелети та текстильні вироби. У 18-19 століттях багаті сім'ї Гамбурга, братства, державні установи та ті, хто мав привілеї на поховання, набували тут місця для могил.
У крипті досі можна побачити добре збережені вози для трун, якими перевозили труни під час поховань.
Під час Другої світової війни крипта використовувалася як бомбосховище. На початку 2000-х років крипту було відремонтовано, і зараз вона використовується для церковних служб і концертів.

## Лютеранські єпископи
Церква є резиденцією одного з трьох єпископів Євангелічної лютеранської церкви Північної Німеччини.

## Поховані
- Карл Філіп Емануель Бах
- Йоганн Маттезон